# Liste der Nummer-eins-Hits in Portugal (2003)
Diese Liste enthält alle Nummer-eins-Hits in Portugal im Jahr 2003. Es gab in diesem Jahr 17 Nummer-eins-Singles und 11 Nummer-eins-Alben.
| Singles | Alben |
| --- | --- |
| - Robbie Williams – Feel - 7 Wochen (19. Dezember 2002 – 29. Januar 2003, insgesamt 9 Wochen) - Eminem – Lose Yourself - 7 Wochen (29. Januar – 11. März, insgesamt 16 Wochen) - Robbie Williams – Feel - 1 Woche (12. März – 18. März, insgesamt 9 Wochen) - Placebo – The Bitter End - 1 Woche (19. März – 25. März) - Robbie Williams – Feel - 1 Woche (26. März – 1. April, insgesamt 9 Wochen) - Eminem – Lose Yourself - 1 Woche (2. April – 8. April, insgesamt 16 Wochen) - t.A.T.u. – All the Things She Said - 1 Woche (9. April – 15. April) - Eminem – Lose Yourself - 2 Wochen (16. April – 22. April, insgesamt 16 Wochen) - Madonna – American Life - 1 Woche (23. April – 29. April) - Eminem – Lose Yourself - 2 Wochen (30. April – 13. Mai, insgesamt 16 Wochen) - Marilyn Manson – Mobscene - 1 Woche (14. Mai – 20. Mai) - Eminem – Lose Yourself - 2 Wochen (21. Mai – 4. Juni, insgesamt 16 Wochen) - Radiohead – There There - 1 Woche (5. Juni – 11. Juni) - Moderados De Paranhos – Um Pouco Mais De Azul - 6 Wochen (12. Juni – 16. Juli) - Eminem – Sing for the Moment - 3 Wochen (17. Juli – 6. August, insgesamt 11 Wochen) - Eminem – Lose Yourself - 1 Woche (7. August – 13. August, insgesamt 16 Wochen) - Eminem – Sing for the Moment - 4 Wochen (14. August – 10. September, insgesamt 11 Wochen) - Iron Maiden – Wildest Dreams - 2 Wochen (11. September – 24. September) - Dido – White Flag - 2 Wochen (25. September – 8. Oktober) - Wail – Chasm - 2 Wochen (9. Oktober – 15. Oktober) - Metallica – Frantic - 2 Wochen (16. Oktober – 29. Oktober) - Eminem – Sing for the Moment - 1 Woche (30. Oktober – 6. November, insgesamt 11 Wochen) - Eminem – Lose Yourself - 1 Woche (7. August – 12. November, insgesamt 16 Wochen) - Eminem – Sing for the Moment - 2 Wochen (13. November – 26. November, insgesamt 11 Wochen) - Shania Twain – Ka-ching! - 1 Woche (27. November – 3. Dezember) - Eminem – Sing for the Moment - 1 Woche (4. Dezember – 10. Dezember, insgesamt 11 Wochen) - Tribalistas – Ja Sei Namorar - 1 Woche (11. Dezember – 17. Dezember) - Madonna – Remixed & Revisited - 1 Woche (18. Dezember – 24. Dezember) - Era – Looking for Something - 3 Wochen (25. Dezember 2003 – 14. Januar 2004, insgesamt 5 Wochen; → 2004) | - Pedro Abrunhosa – Momento - 1 Woche (8. Januar – 14. Januar) - Las Ketchup – Hijas Del Tomate - 2 Wochen (15. Januar – 28. Januar) - Pedro Abrunhosa – Momento - 1 Woche (29. Januar – 4. Februar) - Robbie Williams – Escapology - 5 Wochen (5. Februar – 11. März) - Adiafa – Adiafa - 4 Wochen (12. März – 8. April, insgesamt 5 Wochen) - Linkin Park – Meteora - 2 Wochen (9. April – 22. April, insgesamt 3 Wochen) - Adiafa – Adiafa - 1 Woche (23. April – 29. April, insgesamt 5 Wochen) - Sérgio Godinho – O irmão do meio - 3 Wochen (30. April – 20. Mai) - Super Dragões – Super Dragões porto campeão (2004) - 3 Wochen (21. Mai – 11. Juni) - Metallica – St. Anger - 4 Wochen (12. Juni – 9. Juli) - Tribalistas – Tribalistas - 15 Wochen (10. Juli – 22. Oktober) - Robbie Williams – Live Summer 2003 - 5 Wochen (23. Oktober – 19. November) - Rui Veloso – O concerto acústico - 7 Wochen (20. November 2003 – 7. Januar 2004) |